# L'Archipel de Sanzunron
L'Archipel de Sanzunron est le 37e album de la série de bande dessinée Achille Talon.
L'album était une commande du Crédit lyonnais, pour sa revue interne destinée au personnel. Il a été publié en 1985 à raison de quatre planches par mois.

## Résumé
Dans un monde qui semble obsédé par l'argent, Hilarion Lefuneste décide de faire un retour aux sources en allant faire un voyage dans l'archipel de Sanzunron, à Trokhatouva plus précisément, île où l'argent n'existe pas, un rêve pour le brave Lefuneste... Rêve qui va vite tourner au cauchemar en raison de son manque de prévoyance financière...
Pour la première fois depuis l'aventure de L'Esprit d'Éloi, le canard de compagnie, Pétard, ne participe pas à l'aventure (mais on peut brièvement l'apercevoir sur l'image finale).